# ジョゼフ・ブローニュ・シュヴァリエ・ド・サン＝ジョルジュ

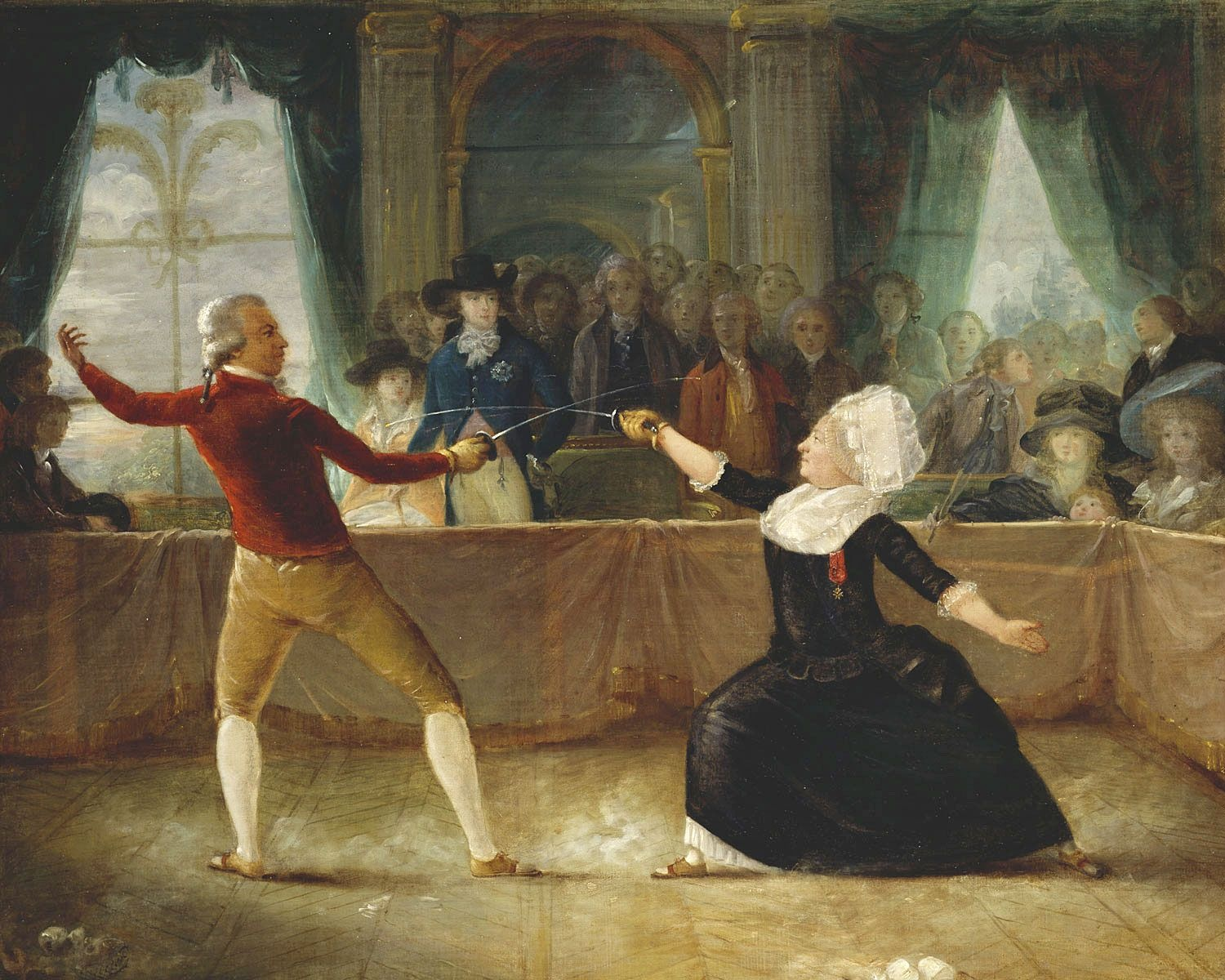
シュヴァリエ・デオンとフェンシングの試合をするサン・ジョルジュ

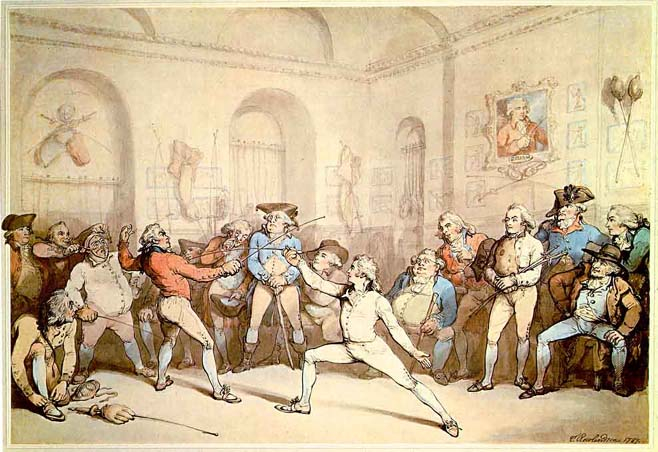
"I shall conquer this" トマス・ローランドソン画　1787年　場面右の壁に、サン・ジョルジュの肖像画とフルーレ、フェンシング・シューズが掛けられている。

ジョゼフ・ブローニュ・シュヴァリエ・ド・サン＝ジョルジュ（Joseph Boulogne Chevalier de Saint-Georges, 1745年12月25日 - 1799年6月10日）は、フランス出身のヴァイオリン奏者、作曲家である。カリブ海にあるフランス海外県のグアドループの生まれ。本名はジョゼフ・ブローニュ、一般的にはシュヴァリエ・ドゥ・サン＝ジョルジュまたはサン＝ジョルジュで通っていた。父がフランス人入植者の白人男性、母がアフリカ系の黒人女性である。ハーフとして、フランス革命時には黒人部隊を率いた。

## 来歴
グアドループ島で、プランテーションを営む地主とウォロフ族出身の奴隷の女性の間に生まれた。"ド・サン＝ジョルジュ"という姓は、父が貴族の家柄ではないにもかかわらず勝手に名乗ったものである。
8歳のときに父によりフランスで育てられ、ジャン＝マリー・ルクレールにヴァイオリンを、フランソワ＝ジョセフ・ゴセックに作曲を教わって頭角を現し、コンサートマスターや指揮者として活躍。その他にもダンスやフェンシング、乗馬でも名を馳せた。1787年にはロンドンでシュヴァリエ・デオンとフェンシングの試合をし、激闘の末敗れている。

## 音楽家として
1764年からフランソワ＝ジョセフ・ゴセックに作曲を学び、1769年にはゴセックのオーケストラのメンバーになり、主任奏者になった。芝居好きのモンテッソン侯爵夫人とルイ・フィリップ1世 (オルレアン公)の劇場のためにも作曲や指揮をした。その後、当時100人近い団員を抱える大オーケストラ、コンセール・ド・ラ・ロージュ・オランピックのコンサートマスターにも選任された。フランツ・ヨーゼフ・ハイドンのパリ交響曲は、同楽団のために作曲されたものである。ルイ16世のヴェルサイユ王室楽団のディレクターにも指名されたが、ムラート（黒人との混血）と一緒に舞台に立ちたくないという歌手たちの反対にあい、断念させられた。

## 晩年
フランス革命勃発時には1000人の黒人部隊を結成して戦闘に参加しているが、王室との繋がりが原因で軍を追われ、投獄される。革命後、失意と貧困のうちにパリで没した。

## 評価
サン＝ジョルジュの作風は古典派の影響が大きく、その出自から「黒いモーツァルト」とも呼ばれている。オペラ、交響曲、弦楽四重奏曲などの作品を残した。
彼の作品は、近年になってヴァイオリン協奏曲や弦楽四重奏曲などが録音などで取り上げられるようになっている。
20世紀末以降、シュヴァリエ・ド・サン＝ジョルジュを再評価する多くの動きが見られる。1999年、アラン・ゲデ (fr:Alain Guédé) はシュヴァリエ・ド・サン＝ジョルジュの伝記(Monsieur de Saint-George, le nègre des lumières)を出版した。
2002年、パリのリシュパンス通り（グアドループの奴隷制を復活しようとしたアントワーヌ・リシュパンスに由来する）の名前がシュヴァリエ＝ド＝サン＝ジョルジュ通りと改称された。
2003年、フランスでテレビ映画『黒いモーツァルト (Le Mozart noir)』が公開された。
2004年にはフランスでドキュメンタリーが作られた。
2005年、オペラ『光の黒人 (Le Nègre des lumières)』がアヴィニョン歌劇場で上演された。脚本は上記の伝記を書いたアラン・ゲデ、音楽はシュヴァリエ・ド・サン＝ジョルジュ自身の作品を使用している。
とくにキューバではシュヴァリエ・ド・サン＝ジョルジュの評価が高く、毎年「カリブの偉大な英雄」である彼を記念する文化週間が開かれている。2008年にはドキュメンタリー『キューバの黒いモーツァルト (The Black Mozart in Cuba)』が公開された。
2022年、彼の生涯をもとにしたスティーヴン・ウィリアムズ監督の映画『シュヴァリエ』 (Chevalier (2022 film)) が公開された。